# Zona de fogo livre
Uma zona de fogo livre é uma área na qual qualquer pessoa presente é considerada um combatente inimigo, podendo ser alvo de forças militares adversárias. O conceito de zona de fogo livre não existe no direito internacional e não distinguir entre combatentes e civis é um crime de guerra.

## Segunda Guerra Mundial
O General Chuck Yeager, em sua autobiografia, descreve sua desaprovação (e de seus associados) às missões de metralhamento de baixa altitude com o objetivo de atirar em qualquer coisa que se movesse durante a Segunda Guerra Mundial (embora não fossem necessariamente chamadas de missões de "zona de fogo livre"). Ele descreveu seu sentimento de que, se os Estados Unidos tivessem perdido a guerra, isto poderia ter sido considerado uma atividade criminosa.

## Guerra do Vietnã
Os veteranos que retornam, os civis afetados e outros afirmaram que o Comando de Assistência Militar dos Estados Unidos no Vietnã (MACV), partindo do pressuposto de que todas as forças amigas haviam sido retiradas da área, estabeleceu uma política que designa "zonas de fogo livre" como áreas nas quais:
- Qualquer pessoa não identificada é considerada um combatente inimigo;
- Os soldados deveriam atirar em qualquer pessoa que se movimentasse após o toque de recolher, sem primeiro se certificar de que era hostil.

Gunter Lewy estimou que 1/3 dos mortos e contabilizados como "mortos em combate inimigos" pelas forças dos EUA/Governo do Vietnã do Sul eram civis. Ele estima que cerca de 220.000 civis foram contabilizados como "mortos em combate inimigos" em relatórios de operações no campo de batalha durante batalhas contra o Viet Cong/exército norte-vietnamita. Lewy estimou que o uso de zonas de fogo livre foi um fator importante para isso. Não havia distinção entre mortos em combate inimigos e mortos civis assassinados inadvertidamente em fogo cruzado ou por meio do uso de artilharia pesada, bombardeio aéreo e outros. Parte disso decorreu dos requisitos da doutrina de produção de "contagem de corpos inimigos" durante a Guerra do Vietnã, que observou violações e manipulações estatísticas devido às pressões contínuas do MACV sobre as unidades.

### Audiências de Dellums
As zonas de fogo livre foram discutidas durante audiências ad hoc (ou seja, não endossadas pelo Congresso) de 1971, patrocinadas pelo congressista Ron Dellums (Califórnia), organizadas pela Comissão Cidadã de Inquérito sobre Crimes de Guerra dos Estados Unidos (CCI).

### Lawrence Wilkerson
O Coronel Lawrence Wilkerson, que sobrevoava com helicópteros pelo Vietnã, afirma ter tido desentendimentos com alguns de seus superiores e membros de sua própria equipe de atiradores sobre zonas de fogo livre, incluindo um incidente em que um de seus tripulantes atirou em uma carroça que continha uma menina. Ele descreve um incidente em que impediu uma atrocidade posicionando propositalmente seu helicóptero entre uma posição repleta de civis e outro helicóptero que pretendia lançar um ataque à posição.

## Guerra Israel-Hamas
Israel foi acusado de tratar Gaza como uma zona de livre-fogo durante a guerra, atirando indiscriminadamente contra palestinos em áreas que o exército israelense havia solicitado que as pessoas deixassem.

## Nota
- Este artigo foi inicialmente traduzido, total ou parcialmente, do artigo da Wikipédia em inglês cujo título é «Free-fire zone».